# Lake Parangana
Der Lake Parangana ist ein Stausee im Norden des australischen Bundesstaates Tasmanien.
Er liegt am Oberlauf des Mersey River zwischen der Nordostecke des Cradle-Mountain-Lake-St.-Clair-Nationalparks und der Nordwestecke der Central Plateau Conservation Area. In ihm mündet der Fisher River in den Mersey River.
Er liegt nur wenige Kilometer nördlich des Lake Rowallan und der Siedlung Rowallan.